# Estanteria de paletització

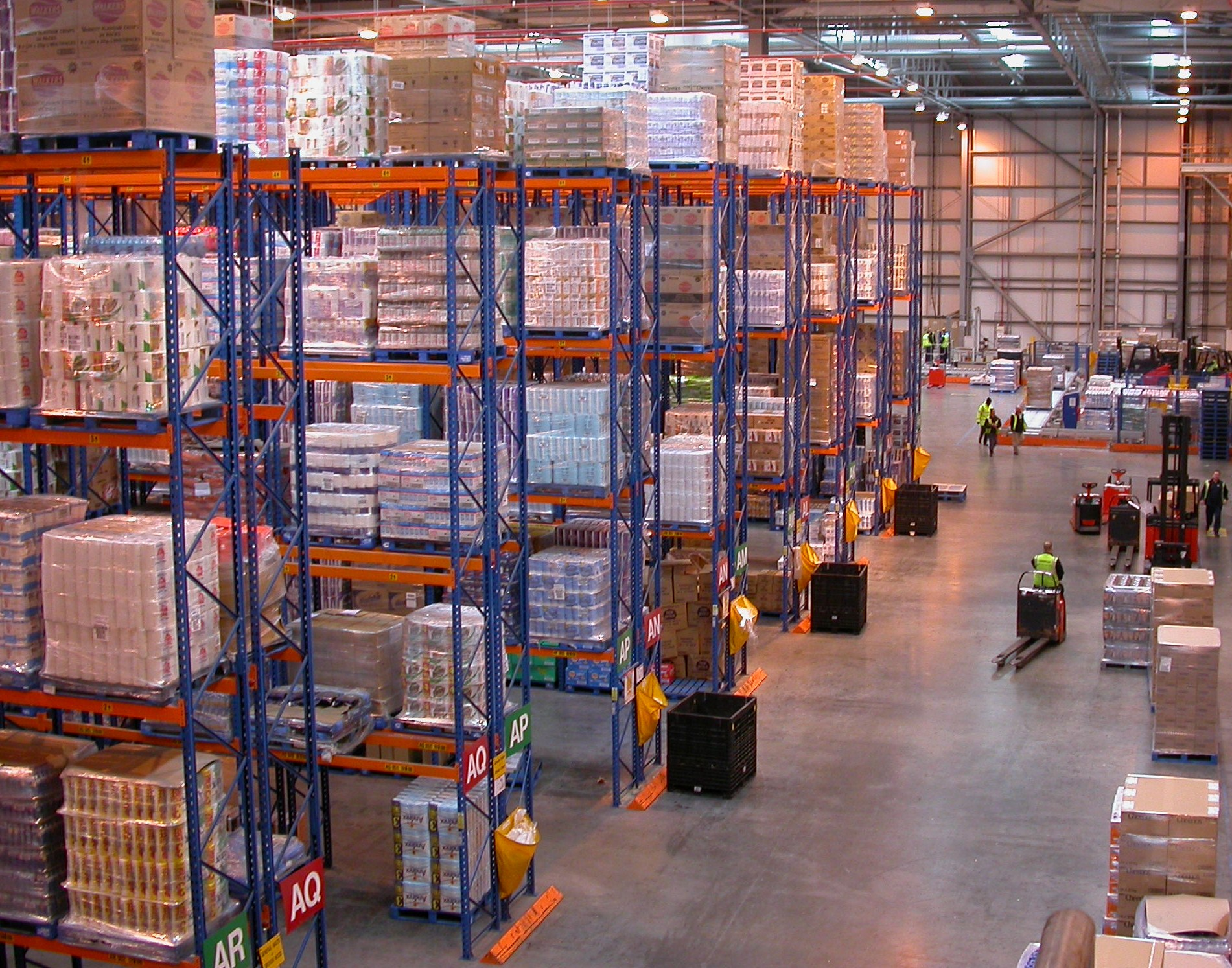
Prestatgeries de paletització en un centre logístic

Una estanteria o prestatgeria de paletització és una estructura metàl·lica dissenyada per emmagatzemar mercaderia paletitzada, això és, col·locada sobre un palet. Estan compostes per puntals fixats al sòl i esbiaixats entre si formant escales i per travessers horitzontals que conformen nivells de càrrega.
Les prestatgeries de paletització són un sistema d'emmagatzematge molt estès. El seu èxit es deu a la seva funcionalitat i al seu disseny: Són elements exempts de complexitat mecànica, el seu muntatge és relativament senzill, disposen d'una capacitat de càrrega molt considerable quant a pes i volum, optimitzen l'espai disponible, especialment l'altura d'emmagatzematge, són modulars, motiu pel qual s'adapten a qualsevol espai i no precisen manteniment.
La col·locació de palets en les prestatgeries de paletització s'ha de realitzar per mitjans mecànics. Per a això existeixen vehicles especialment dissenyats per col·locar els palets en els nivells de càrrega de la prestatgeria. En funció del pes dels palets, del grau d'automatització del magatzem, de l'amplària dels passadissos i de l'altura de les prestatgeries, existeixen diferents elements de manutenció: apiladores, carretons contrapesats, carretons retràctils, torres bilaterals, torres trilaterals, transelevadors, etc.

## Tipus de prestatgeries de paletització

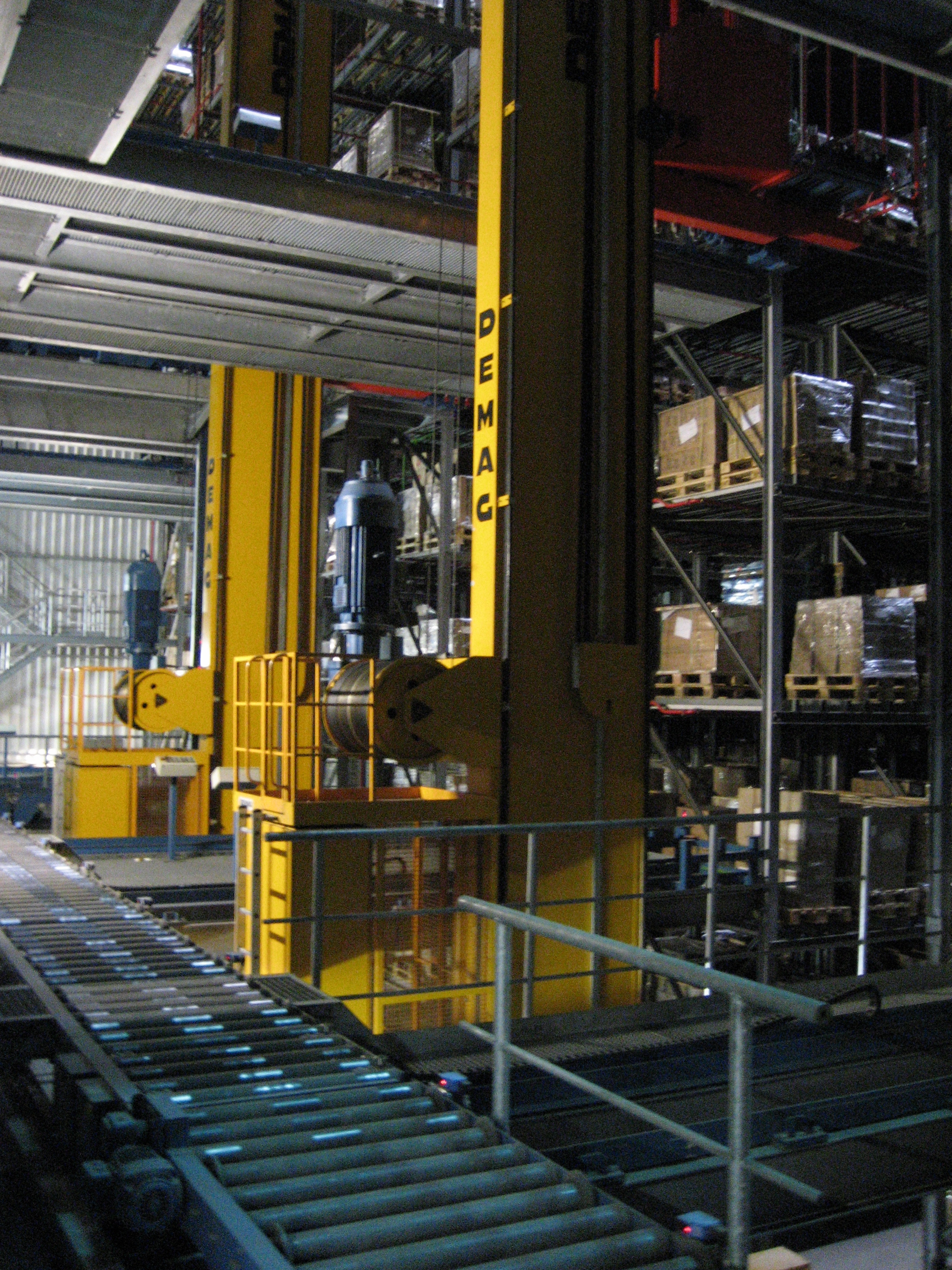
Prestatgeria automatitzada

En funció de les seves característiques, les prestatgeries de paletització poden ser:
- Convencional: És el sistema més utilitzat. Proporciona un accés directe i unitari a cada palet. Es munta en cossos dobles de prestatgeria, amb accés per cadascun dels dos costats, la qual cosa conforma una successió regular de prestatgeries i passadissos. L'amplària dels passadissos està en funció de l'element de manutenció utilitzat: apilador, carretó elevador...
- Bases mòbils: Les diferents bateries de prestatgeries es desplacen per uns carrils permetent l'eliminació de gairebé tots els passadissos de càrrega i descàrrega. Major aprofitament de l'espai per a emmagatzematge.
- Compacta: Permeten l'emmagatzematge per acumulació de palets. Cada prestatgeria pot acollir diversos palets en profunditat. Els palets es recolzen en raïls laterals i són empesos mitjançant el mateix carretó de càrrega i descàrrega.
- Dinàmica: Semblant a l'anterior, però els raïls de suport dels palets presenten una petita inclinació i estan dotats de corrons de manera que els palets es desplacen a través de la prestatgeria per gravetat. La càrrega i la descàrrega s'efectuen pels extrems oposats de la prestatgeria.
- Automatitzada: Disposa d'un sistema automatitzat de càrrega i descàrrega de palets, normalment un transelevador en cada passadís. Permet optimitzar tant l'altura d'emmagatzematge com la capacitat d'emmagatzematge en planta, perquè redueix de manera dràstica l'amplària dels passadissos.
- Autoportant: És una variant de prestatgeria automatitzada en la qual la mateixa estructura de la prestatgeria serveix com a suport dels tancaments i la coberta de l'edifici. És a dir, no hi ha parets ni teulada d'obra, sinó que els panells prefabricats que componen el tancament exterior, se subjecten directament a les estanteries.
- Sistema Shuttle: El sistema de magatzematge per a càrregues pesades paletitzades amb carro satèl·lit o Shuttle permet dipositar mercaderies en les prestatgeries compactes sense necessitat que l'operari introdueixi el carretó elevador a l'interior d'aquestes.[2]